# Шакирова, Зульфия Маскуровна
Шакирова Зульфия Маскуровна (5 июня 1965 года, Верхний Аташ, Чекмагушевский район, Башкирская АССР) — советская, российская певица. Заслуженная артистка Республики Татарстан (2001). Народная артистка Республики Татарстан (2012). Заслуженная (2012) и народная (2012) артистка Республики Башкортостан.

## Биография
Шакирова Зульфия Маскуровна родилась 5 июня 1965 года в селе Верхний Аташ Чекмагушевского района Башкирской АССР.
С детства мечтала стать певицей.

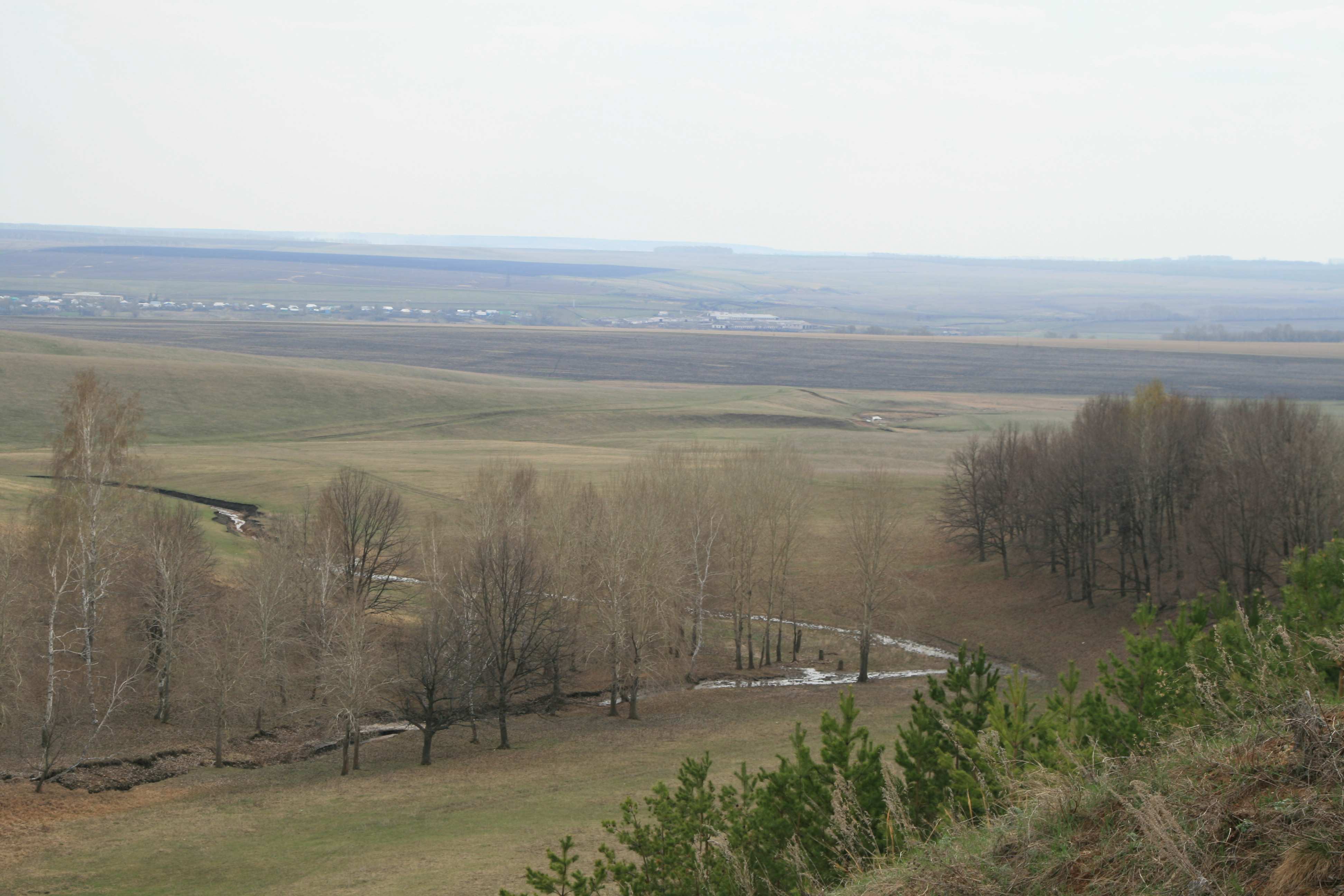
Чекмагушевский район находится в лесостепной зоне Республики Башкортостан

После окончания школы поступила в Уфимское училище искусств, которое окончила в 1982 году (класс профессора УГИИ Фарзаны Фаткулловны Сагитовой). В том же году поступила в Уфимский институт искусств, на вокальное отделение. В 1983 году вышла замуж за своего земляка Жавита Шакирова, работавшего после окончания Стерлитамакского культпросветучилища в Казани в Театре драмы имени Галиаскара Камала. Продолжила учёбу в Казанской консерватории в классе профессора Зулейхи Хисматуллиной, которая посоветовала З.Шакировой начать работать в филармонии, так как считала её уже сформировавшейся эстрадной певицей. Родились дети Ильхам и Искандер.
.
В 1990-е годы Жавит и Зульфия Шакировы решили начать самостоятельную творческую деятельность (театр-студия «Ильхам»). Прекрасные внешние данные, красивый голос, приятный тембр Зульфии Шакировой привлекают зрителей, кроме того она — замечательный исполнитель татарских и башкирских народных песен (башкирских «Бииш», «Караван Сарай», «Уйыл», «Шагибарак», «Эльмалек» и татарских — «Гульямал», «Жомга», «Шахта» и др.).
Шакировых часто приглашают для выступлений на телевидение, радио, онисовершают гастроли по соседним республикам- Татарстану и Башкортостану. Везде дуэт Жавита и Зульфии Шакировых ожидает успех — это результат многолетнего труда, постоянного поиска и самосовершенствования.
Песни Зульфии Шакировой на слова Жавита Шакирова и других поэтов исполняют многие певцы Татарстана и Башкортостана, например, Рустем Асаев, Зухра Шарафуллина, Башира Насырова, Назифа Кадырова.
В 2005 году Зульфия Маскуровна Шакирова окончила Башкирский государственный педагогический университет имени М. Акмуллы по специальности преподаватель музыки (2005).
Автор более ста песен на стихи А. К. Атнабаева, Х. М. Мухамадеевой, Ф.Терегуловой, Р.Хакимьяна, Ж. А. Шакирова и др.
Гастролирует по России. Лауреат Башкирского республиканского конкурса молодых певцов на приз им. Г. Альмухаметова (Уфа, 1983), Международного конкурса «Татарская песня» (Казань, 1993).
Народная артистка Республики Татарстан (2012 ). Заслуженная артистка Республики Татарстан (2001). Заслуженная артистка Республики Башкортостан (2012). Народная артистка Республики Башкортостан (2022).